# Nommern
Nommern (luxembourgsk: Noumer) er en kommune og et byområde i storhertugdømmet Luxembourg. Kommunen, som har et areal på 22,44 km², ligger i kantonen Mersch i distriktet Luxembourg. I 2005 havde kommunen 995 indbyggere. 
49°47′39″N 6°10′25″Ø / 49.794167°N 6.173611°Ø